# چارلز آلفرد بارتلت
چارلز آلفرد بارتلت (انگلیسی: Charles Alfred Bartlett; ۲۱ اوت ۱۸۶۸ – ۱۵ فوریهٔ ۱۹۴۵) افسر اهل بریتانیا بود.